# Idiogaryops pumilus
Idiogaryops pumilus är en spindeldjursart som först beskrevs av Clarence Clayton Hoff 1963.  Idiogaryops pumilus ingår i släktet Idiogaryops och familjen Sternophoridae. Inga underarter finns listade i Catalogue of Life.